# Banks Lake South
Banks Lake South és una concentració de població designada pel cens dels Estats Units a l'estat de Washington. Segons el cens del 2000 tenia 160 habitants.

## Demografia
Segons el cens del 2000, Banks Lake South tenia 160 habitants, 75 habitatges, i 53 famílies. La densitat de població era de 25,3 habitants per km².
Dels 75 habitatges en un 21,3% hi vivien nens de menys de 18 anys, en un 65,3% hi vivien parelles casades, en un 4% dones solteres, i en un 29,3% no eren unitats familiars. En el 26,7% dels habitatges hi vivien persones soles el 6,7% de les quals corresponia a persones de 65 anys o més que vivien soles. El nombre mitjà de persones vivint en cada habitatge era de 2,13 i el nombre mitjà de persones que vivien en cada família era de 2,57.
Per edats la població es repartia de la següent manera: un 16,3% tenia menys de 18 anys, un 4,4% entre 18 i 24, un 18,8% entre 25 i 44, un 41,9% de 45 a 60 i un 18,8% 65 anys o més.
L'edat mediana era de 53 anys. Per cada 100 dones de 18 o més anys hi havia 103 homes.
La renda mediana per habitatge era de 37.500 $ i la renda mediana per família de 38.750 $. Els homes tenien una renda mediana de 34.375 $ mentre que les dones 28.750 $. La renda per capita de la població era de 18.588 $. Aproximadament el 4,3% de les famílies i el 8,7% de la població estaven per davall del llindar de pobresa.

## Poblacions més properes
El següent diagrama mostra les poblacions més properes.